# HKRIA版權風波
HKRIA版權風波，常稱為四大唱片分別與無綫、Neway和新城版稅風波等類近名字，是指於2009年底至2020年，香港音像聯盟（HKRIA）就旗下成員唱片公司的音樂作品版權收費問題，和無綫電視（TVB）引發的爭議，導致四大唱片全面退出該台的《勁歌金榜》及《勁歌金曲頒獎典禮》。四大唱片公司在全球市場佔有率極大，當時成員包括香港環球唱片、香港華納唱片、Sony BMG及EMI。2010年12月種子博美娛樂加入香港音像聯盟而增加為五大唱片公司，因此五大唱片公司旗下歌手無法在TVB獻唱、露面及接受訪問，在2009及2010年度的《勁歌金曲頒獎典禮》中亦不能獲得任何獎項。事件在2011年11月有破冰跡象，曾一度於2013年1月平息並在同年3月解決。但之後又再次鬧翻無綫，當時環球唱片已幾近絕跡於TVB；其他三大則偶然派台到勁歌金榜，但不參與頒獎禮。直至2021年曾志偉出任無線綜藝、音樂製作及節目副總經理，與音像協會成功斡旋，版權風波才告一段落，TVB容許唱片公司旗下歌手可以在網絡和其他電視台推廣和宣傳，不再受到限制。

## 簡介
HKRIA版權風波始於2008年，TVB要求唱片公司支付無綫為歌手拍攝MV的有關費用，2009年更傳出無綫不再支付播放歌曲的版稅，使四大唱片極度不滿，在12月聲明首先杯葛優秀選，再拒絕出席勁歌頒獎禮。四大唱片公司的歌手，包括陳奕迅、謝安琪、張敬軒、李克勤、周柏豪、陳柏宇、方大同、薛凱琪、徐小鳳、譚詠麟、張學友、鍾鎮濤、盧冠廷、區瑞強、葉振棠、葉麗儀、黃敏華等著名一、二線歌手都絕跡TVB。
由於旗下成員唱片公司為全球市場佔有率最大的的四家國際唱片公司，部分傳媒報導時，也會指是「四大唱片公司」和無綫的爭議。
不過，四大唱片公司之一的EMI，於2002年底把其香港區中文唱片業務轉移至子公司金牌娛樂，而EMI持有金牌娛樂的股份已於2008年全數售出，所以EMI於香港只有音樂版權業務及創作人之版權代理業務。因此其實所謂四大唱片只有三大活躍。
2010年初開始，環球公司用旗下王牌歌手香港巨星張學友出席相應活動和節目從而帶動其他歌手開始與有線電視臺以及亞洲電視合作，而張學友用廣東話第一次接受其他傳媒訪問亦成爲了中港台傳媒當時的頭條新聞。
2011年11月19日早上，無綫與香港音像聯盟發表聯合公告，表示雙方在參考市場適用條款及在調解員協助下解決爭議，並簽署無綫使用香港音像聯盟旗下唱片和音像的協議至2014年，但有關協議僅涉及音像作品使用權，因本次風波而引起的歌手TVB合約問題，包括旗下歌手能否自由亮相各電視台，則完全未有觸及。
2013年1月，無綫與香港音像聯盟旗下的四大唱片集團﹙註：博美娛樂除外，因為已經在2012年5月與TVB簽約﹚成功在版稅問題上達成共識，以六位數字金額作為四間唱片公司的歌星演出各項音樂節目之版權費，並擬定「一籃子」合約，安排四大唱片商旗下歌手最快於同年3月亮相其節目。合約於同年3月簽訂。版權風波結束。
2013年3月21日，無綫與四大唱片公司舉行「攜手綻放真音樂記者會」，宣布雙方正式破冰，唯歌手要另加簽署「勁歌金曲比賽合約」才可爭奪無綫電視勁歌金曲的獎項。直到2014年上半年起，四大唱片公司先後把歌曲派台上無綫而歌手也陸續亮相「勁歌金曲」，標誌事件正式完結。
雖然版權風波表面上破冰，但曾一段時間無法重回以往的百家爭鳴局面，唱片公司和歌手拒絕參與《勁歌金曲頒獎典禮》，英皇娛樂和星夢娛樂旗下歌手繼續得到不少獎項。

## 冲突双方

### 香港音像聯盟旗下成員唱片公司

#### 環球唱片（Universal Music Hong Kong）
環球唱片是全世界最大的唱片公司，全球四大唱片公司之一，成立於1934年，亦是香港一間主要的唱片公司，子公司分別是正東唱片、新藝寶唱片、上華唱片及寶麗金唱片。旗下華語歌手包括：譚詠麟、張學友、李克勤、陳慧琳、陳奕迅、吳雨霏、孫耀威、關楚耀、劉美君、Mr.、麥家瑜、林德信、李幸倪、江海迦，唱片發行約歌手包括：莫文蔚、蔡琴、刀郎、潘瑋柏、張靚穎、鍾氏兄弟、Robynn & Kendy。而電視台所用的罐頭音樂，則由其子公司Universal Production Music提供，當中有相當數量的歌曲都是用於製作新聞、綜藝及劇集節目。

#### 索尼音樂娛樂（Sony Music）
Sony Music是全球四大唱片公司之一——日本索尼公司（SONY）旗下音樂公司，成立於1988年，是香港一間主要的唱片公司，旗下歌手主要包括：王菲、周杰倫、王力宏、楊丞琳、王若琳、袁詠琳、林育群、陳柏宇、馮曦妤、林奕匡、方珈悠、JPM等。

#### 華納唱片（Warner Music）
華納唱片全球四大唱片公司之一，在香港也是主要唱片公司之一，成立於1982年，旗下歌手主要包括：蔡依林、林俊傑、Dear Jane、蕭敬騰、中國娃娃、FIR、郭采潔、阿沁、歐得洋、張菲、楊蒨時、蕭煌奇、東城衞、黃小琥、官恩娜、林欣彤、許廷鏗等。

#### 百代唱片（EMI）
全球四大唱片公司之一，由於金牌大風曾是EMI在香港的子公司，2010年初被商人龐維仁旗下之「太平洋資本投資」收購，其他EMI音像產品在該等地區之發行權亦交由華納唱片地區內之分公司負責。EMI已沒有華語及粵語歌手。但隨著EMI於2012年被環球唱片收購後，其運作、音像產品及版權於2013年起正式交由環球唱片管理。

#### 博美娛樂（BMA）
博美娛樂是一家香港娛樂及文化事業公司，成立於1999年，亦是香港主要唱片公司之一，2010年12月博美娛樂加入香港音像聯盟，旗下歌手主要包括：曹格、周國賢、梁奕倫、胡琳、Soler、野仔等；但隨着旗下歌手陸續約滿關係，再加上更多不明朗的經濟因素，因此在2017年起正式結束唱片業務。

### 電視廣播有限公司（TVB）
TVB是香港最大的商營電視台之一，創立於1967年。

## 事件發展及影響

### 2009年
- 2009年12月，有報導指，HKRIA和無綫未能就版權問題達成共識。有指，HKRIA要求高達1500萬的版稅。Sony歌手陳柏宇、華納歌手薛凱琪被抽起於《保良局开心跨越131》的演出，環球歌手李克勤亦惨遭封杀，未能參與TVB協辦之《CASH流行曲创作大赛》献唱。其餘HKRIA歌手亦即時被TVB取消亮相節目。TVB同時停止派遣採訪隊訪問HKRIA歌手，如正在舉辦演唱會的Sony歌手及為電影宣傳鄭伊健及代言廣告商的環球歌手張敬軒等。其中更出現了謝安琪接受TVB娛樂新聞台記者訪問期間其助手將TVB記者拉開，整個過程更被TVB競爭對手有線電視拍下。TVB《劲歌金曲优秀选第三回》與《TVB8金曲榜颁奖典礼》中所有HKRIA歌手皆沒有獲獎，致使TVB與HKRIA關係開始轉趨緊張。
- 2009年12月21日，音像聯盟首次就事件召開記者會，公開版稅計算方法與實際數字。音像聯盟指無綫電視為免費電視台，國際性標準計算版稅為收益的0.13％-1.2％，故收取0.45%為合理水平。此外，HKRIA指，會員的音樂作品版權價值被長期低估、無綫因廣播頻道與音樂性節目數量增加、及HKRIA給使用者為一年的綜合牌照，可無限量使用音樂作品；此費用實屬合理。不過，HKRIA仍然作出減價，指起初數年將不會立刻調整至0.45%，而採取逐步調整方法，2008年為0.12％、2010年為0.2％），往後逐年增加至0.3％、0.4％。[4]
- 2009年12月24日，無綫多位高層與IFPI香港會執行委員召開記者會，高調宣布無綫與IFPI香港會「在合理條件下達成共識」，續約來年音樂播放版權，成功保持龍頭地位。時任總經理陳志雲同時公開表示，己於同年12月21日把事件交由法庭解決合約價錢及糾紛。[5]翌日，蘋果日報的「隔牆有耳」專欄指HKRIA風波的影響早已波及至持有使用相關音樂權限之續期處理，並指出雙方如未能於12月31日前有突破性發展的話，有可能會影響絕大部份電視節目在至2010年元旦日起使用相關音樂的權限，而新聞部更會成為事件的重災區，因為當時大部分新聞節目（例如天氣報告、金融行情及新聞透視）都是使用HKRIA其下成員公司製作的背景音樂作為節目進場、間場及結尾[6]；如最終需要更換背景音樂的話，極有可能會因為需時重新設計背景音樂而嚴重影響節目的製作進度。
- 2009年12月26日，無綫於轉播新城的頒獎禮時，只播放HKRIA歌手得獎片段，歌唱片段全被刪除。

### 2010年
- 2010年1月1日，無綫於轉播商台的頒獎禮時，把四大唱片公司歌手的相關片段全部刪去，改為訪問其他得獎歌手。同時，由2009年除夕當日早上起，TVB決定為多個新聞節目更換背景音樂，作為回應HKRIA事件的報復行動，包括將所有語言版本的《天氣報告》的背景音樂全面更換為Spread your wings及Summer greens，以及把金融行情所用的背景音樂專輯改為The Scene的Motivation1及One Music的Information Technology。[7]
- 2010年1月起，陸續有報導HKRIA近日暗中准許歌手以廣東話接受有線娛樂新聞台訪問，但於亞視的相同限制則仍舊維持一段時間。[8]
- 2010年1月16日，HKRIA成員旗下歌手全部未能於《十大勁歌金曲頒獎典禮》獲得獎項，英皇基本上成為大贏家。環球唱片旗下的鄧健泓因為身兼無綫藝員並為頒獎典禮擔任司儀，成為頒獎禮當晚唯一出席的HKRIA會員旗下歌手。
- 2010年1月28日，張學友接受亞洲電視新聞部《時事追擊》訪問，當日六點鐘新聞更以頭條報導。[9]
- 2010年1月30日，無綫轉播港台的第三十二屆十大中文金曲頒獎音樂會，但由於港台是香港政府的公共廣播機構，所以無綫無權將四大唱片公司歌手的相關片段刪去，可算是版稅事件期間四大唱片公司歌手唯一一次亮相。
- 2010年2月14日，亞視為張學友安排其新專輯特備專訪節目。
- 2010年3月1日，高價購得HKRIA卡拉OK版權的加州紅被Neway收購，加州紅分店陸續被關閉並且改為Neway經營，Neway並沒有向HKRIA購買版權，所以HKRIA的歌曲將會絕跡卡拉OK，致使收入大減。
- 2010年3月起，HKRIA成員陸續有歌手出任香港各間電視台：有線電視、Now寬頻電視、亞洲電視、香港電視網絡等節目的嘉賓。包括：

(#)代表由當時起計算至2011年11月20日版權風波為止曾亮相以上電視台節目的HKRIA成員歌手；
(*)代表由2011年11月20日版權風波結束後沒有簽約TVB，首度亮相以上電視台節目的HKRIA成員歌手；
- - 環球唱片：#譚詠麟、#張靚穎、#邰正宵、#張敬軒、#方炯鑌、#李克勤、#林子祥、#黃齡、#吳建豪、#潘瑋柏、#薩頂頂、#孟楠、蘇打綠、#*林德信、*Robynn & Kendy、*麥家瑜、*楊宗緯
    - 上華唱片：#張學友
    - 新藝寶唱片：#謝安琪、#陳奕迅、#Swing、#Mr.、#吳雨霏
    - 正東唱片：#陳慧琳、#關楚耀、#孫耀威、#韋禮安

  - 華納唱片：#薛凱琪、#周柏豪、#周子揚、#連詩雅、#任賢齊、#蕭敬騰、#FIR飛兒樂團、#郭采潔、#方大同、#Dear Jane、#黃小琥
  - Sony Music：#巫啟賢、#周杰倫、#楊丞琳、#袁詠琳、#林育羣、#馮曦妤、#陳柏宇、#方珈悠、#林奕匡、#JPM、#浪花兄弟、#蘇醒、#王若琳、*陳芳語
  - BMA：#井柏然、#郭書瑤、#吳建飛、曾昱嘉、#周國賢、#李幸倪、#野仔、*Soler
- 2010年4月29日，郑伊健获TVB访问，成首个四大唱片公司破冰艺人。[10]
- 2010年5月，關楚耀、張敬軒及薛凱琪為亞視台慶拍宣傳片。
- 2010年5月19日，繼謝安琪、張敬軒等後，薛凱琪首次以廣東話接受有線電視訪問。
- 2010年5月29日，薛凱琪為亞視《第十五屆十大電視廣告頒獎典禮》擔任表演嘉賓。
- 2010年9月25日，薛凱琪獲有線為其開拍十七集節目《薛凱琪唔做薛凱琪》。
- 2010年10月，謝安琪為有線娛樂台外購劇《同伊》主唱香港版主題曲，更拍攝主題曲宣傳片以及遠赴韓國拍攝主題曲音樂錄像。
- 2010年10月，亞視高層王征被拍到與音像聯盟旗下唱片公司高層飯局，有傳為亞視將自行製作音樂節目有關，報導指亞視會為HKRIA成員旗下歌手拍攝音樂特輯及舉辨樂壇頒獎禮，而環球唱片旗下張敬軒、新藝寶唱片旗下謝安琪及正東唱片旗下關楚耀均表示歡迎。
- 2010年12月18日，博美娛樂主席羅傑承於銅鑼灣開設首間卡拉OKRed MR，並且向HKRIA購得卡拉OK版權，以對抗無綫及Neway的壟斷。
- 2010年12月19日，音像聯盟召開記者會宣佈bma加入聯盟（但無綫體育節目《體育世界》則如常播放南華精華片斷），同時表示並未與無綫電視落實簽訂備忘錄，雙方並協議決定把事件交由知識產權署仲裁。BMA旗下歌手周麗淇與HKRIA及BMA解約，並且為TVB拍攝電視劇。
- 2010年12月30日，電視廣播發表聲明，表示將不會播放香港電台的《第33屆十大中文金曲頒獎禮》及商業電台《叱吒樂壇流行榜頒獎禮2010》，其中一個主要原因為無綫和HKRIA有關版稅問題仍然未有達成協議，現階段播出HKRIA所屬唱片公司旗下的歌手片段，可能有法律或其他技術上問題。[11]

### 2011年
- 2011年1月10日，鄭伊健約滿Sony，不再是HKRIA歌手，即時亮相TVB音樂特輯《鄭伊健 Beautiful Life》。[12]
- 2011年1月28日，商人陳國強組財團全數收購電視廣播主席邵逸夫所持26%的股權，由於，陳國強與環球旗下譚詠麟及李克勤份屬好友，外界盛傳雙方即將在月內破冰。[13]
- 2011年2月9日，環球唱片 (台灣)歌手邰正宵及台灣索尼音樂娛樂歌手巫啟賢參與《勁歌金曲》的錄影。其後更參與有線電視、Now香港台以及亞洲電視節目的嘉賓。
- 2011年3月，陳柏宇為亞視外購劇《李祘》主唱香港版主題曲。
- 2011年3月6日起，環球唱片旗下歌手陳奕迅的五首新歌MV首播將會在亞洲電視本港台播出，並於4月播出陳奕迅的特輯及音樂會。
- 2011年3月14日，周柏豪為有線電視娛樂台外購劇《濟眾院》主唱香港版主題曲。
- 2011年5月19日，薛凱琪早前出席手機HTC活動，因品牌贊助，破冰接受TVB東張西望訪問。
- 2011年5月，林憶蓮為亞視外購劇《你是我的命運》主唱香港版主題曲。
- 2011年5月29日，周柏豪、薛凱琪、陳柏宇、林奕匡、Mr.、關楚耀、劉美君等為亞洲電視《aTV台慶勁唱會》作表演嘉賓。
- 2011年7月29日，因品牌贊助，薛凱琪再次接受TVB東張西望訪問。
- 2011年7月31日，Sony Music旗下歌手馮曦妤於TVB最受歡迎廣告頒獎典禮獲得最受歡迎電視廣告歌曲獎項。
- 2011年8月，吳雨霏已落實將於8月尾加盟環球唱片。屆時將會舉辦簽約儀式。[14]
- 2011年8月11日，薛凱琪應《勁抽福祿壽》監製曾志偉之邀，破冰為無線邵氏電影於6月至7月期間拍攝並擔正主演該片上映。
- 2011年9月2日，陳志雲被判無罪釋放，TVB和HKRIA的關係可能有曙光。
- 2011年9月10日，now觀星台總經理（製作）何麗全宣佈，已經和五大唱片公司談好版權問題，五大唱片公司的歌手陸續上他們節目。[15]
- 2011年9月11日，有傳楊千嬅、黃耀明、衞蘭、鄭希怡和鄧麗欣與無綫約滿後決定不再續約，令無綫的情況雪上加霜。
- 2011年9月15日，鄭希怡否認不續約無綫的傳聞，並表示唱片公司正替她辦與無綫續約的事宜，稍後亦會上無綫的綜藝節目。
- 2011年9月20日，本身是HKRIA旗下唱片公司BMA的旗下歌手余翠芝與唱片公司完約後已沒有續約，加盟可亮相無綫的上口文化娛樂有限公司，並派歌到TVB，其新派台歌也成為該星期TVB勁歌金榜的「挑戰歌」。
- 2011年9月21日，楊千嬅解釋未與無綫續約是因為她的經理人合約即將約滿，要先跟公司談續約的事宜，在這段時間暫時不傾談其他合約，因為一定是傾談與經理人公司的合約為先。[16]
- 2011年9月30日，本身是HKRIA旗下唱片公司環球唱片 (台灣)的旗下歌手邰正宵與唱片公司完約後已沒有續約，加盟亞神音樂，而其香港代理hEhA Music可亮相無綫，並於10月19日錄影TVB音樂節目《勁歌金曲》及10月20日錄影《Music Café》。
- 2011年10月，孫耀威為亞洲電視本港台外購劇《上海灘之俠醫傳奇》主唱香港版主題曲。
- 2011年10月，吳雨霏首次亮相亞視，為《亞洲星光大道4》作表演嘉賓。
- 2011年10月13日，有傳以環球唱片為首的HKRIA態度已開始軟化，樂意大幅減價配合，HKRIA CEO坦承版稅問題進展樂觀，目前尚欠一些法律程序，可望年底前解決。版稅事件漸露曙光  。
- 2011年10月15日，有傳TVB及HKRIA雙方達成共識，日後歌手可以自由亮相其他電視台，並會於稍後召開記者會交代。
- 2011年10月17日，無綫電視否認破冰傳聞，並表示無綫一直對藝人合約的政策沒任何改變。但承認事件有突破進展，雙方有誠意解決事情，之前與HKRIA只透過律師來往，現在已開始開會討論及研究。
- 2011年10月26日，因品牌贊助，無綫《東張西望》節目播出吳雨霏、周國賢及Mr.的訪問。
- 2011年10月，陳奕迅亮相亞視，為《亞洲星光大道4》作表演嘉賓。
- 2011年11月19日早上，無綫電視與音像聯盟發表聯合公告，表示雙方在參考市場適用條款及在調解員協助下解決爭議，並簽署無綫使用香港音像聯盟旗下唱片和音像的協議，至2014年。[17]
- 2011年12月3日，本身是HKRIA旗下唱片公司華納唱片 (香港)的旗下歌手周子揚與唱片公司完約後已沒有續約，加盟無綫節目《Soul Music》，派歌到勁歌金榜，再簽約無綫藝員合約。其新派台歌也成為該星期TVB勁歌金榜的「挑戰歌」。
- 2011年12月9日，仍未有機會亮相無綫的謝安琪為宣傳明年1月的紅館個唱，主辦單位無計可施下，不得不耗資30萬在無綫黃金時段賣廣告。
- 2011年12月10日，李克勤於節目《歡樂滿東華2011》上亮相及獻唱，成為破冰後首位再度在無綫參與演出的五大唱片公司旗下男歌手。
- 2011年12月23日，仍未予以亮相無綫的方大同為宣傳新推出的演唱會DVD，所屬的華納唱片斥資近7位數買無綫黃金廣告時段。
- 2011年12月27日，因品牌贊助，無綫娛樂新聞台節目播出張敬軒的訪問。
- 2011年12月28日，由於往屆五大唱片公司歌手參與頒獎禮的片段被刪剪，引致無法亮相TVB，故是年無綫音樂台，J2足本直播新城勁爆頒獎禮。
- 2011年12月28日，陳慧琳獲邀參與無綫節目《May姐有請》擔任嘉賓，原是第一位破冰亮相無綫的五大唱片公司旗下女歌手，節目卻於2012年3月4日才播出。
- 2011年12月31日，薛凱琪於尖沙咀文化中心露天海旁舉行的《除夕倒數耀香江》中亮相及獻唱，是第二位無綫破冰的五大女歌手，卻搶先成為破冰後首位再度在無綫參與演出的五大唱片公司旗下女歌手。

### 2012年
- 2012年1月1日起，無綫音樂台及TVB8開始播放五大唱片公司旗下外國歌手和華語歌手MV。
- 2012年1月1日，翡翠台足本錄播曾因版稅風波而停播一年的本年度《叱咤樂壇流行榜頒獎禮》。
- 2012年1月4日起，無綫旗下年青人頻道J2及翡翠台節目《無間音樂》播放五大唱片公司外國及華語MV。
- 2012年1月7日，翡翠台、高清翡翠台及無綫音樂台足本現場直播本年度《十大中文金曲頒獎音樂會》。
- 2012年1月7日，因品牌贊助，無綫娱樂新聞台在破冰後首度採訪陳奕迅。
- 2012年1月8日，李克勤以頒獎及表演嘉賓身份出席《2011年度十大勁歌金曲頒獎禮》，乃破冰後第一次出席勁歌金曲總選的五大唱片公司旗下歌手。
- 2012年1月15日，李克勤第3次於亮相無綫節目，於《2012國際中華小姐競選》中擔任表演嘉賓獻唱。
- 2012年2月11日，薛凱琪於無綫節目《香港美食100強》擔任嘉賓，是破冰後第二次在無綫亮相的五大唱片公司旗下女歌手。
- 2012年2月17日，李幸倪及胡琳破冰後首次亮相無綫節目，於2月15日為《勁歌金曲》錄影並擔任嘉賓。
- 2012年2月18日，方大同於TVB8節目《2011年度TVB全球華人新秀歌唱大賽》上擔任評判，是破冰後第二位在無綫參與演出的五大唱片公司旗下男歌手。
- 2012年2月22日，譚詠麟破冰後接受《東張西望》訪問。
- 2012年2月24日，有傳無綫於早前向五大唱片公司發出最後通牒，要求旗下歌星重新簽約，否則於4月後再次不能亮相無綫。
- 2012年2月24日，Sony Music董事總經理表示會考慮陸續幫歌手談是否與無綫簽約的問題。
- 2012年2月24日，BMA董事總經理表示旗下歌手李幸倪已跟無綫簽了歌星約。
- 2012年2月24日，劉美君及關楚耀出席尚未啟播的香港電視網絡及多媒體製作中心的動工典禮。
- 2012年2月26日，連詩雅與Dear Jane於2月2日破冰後首次亮相無綫節目《Music Café》錄影。當中連詩雅更是入行以來首次亮相無綫。（連詩雅與Dear Jane並沒有簽下無綫歌星約，此集節目至今還未能播放。）
- 2012年2月26日，華納唱片旗下歌手方大同雖被邀到《2011年度TVB全球華人新秀歌唱大賽》中擔任評判及表演嘉賓，但節目播映時方大同演出的部份仍遭刪掉。（原因是方大同並沒有簽下無綫歌星約）
- 2012年3月3日，薛凱琪第3次亮相無綫節目，與首次亮相無綫的周柏豪於2月12日為無綫節目《千奇百趣高B班》錄影並擔任嘉賓。
- 2012年3月4日，與多位歌手友好的前無綫高層陳志雲宣佈即時出任商業電台行政總裁。
- 2012年3月6日，報道指新上任的無綫非戲劇製作總監余詠珊有意改革綜藝節目，包括收視點僅雙位數邊緣的《勁歌金曲》，於是積極出謀獻策，改善與五大唱片公司關係，希望可以重召陳奕迅、陳慧琳、薛凱琪等亮相無綫，甚至重辦《翡翠歌星賀台慶》。所以有傳最新協議增加不少「有偈傾」機會[18][19]，新增TVB與各唱片公司備忘錄：
  - 只需7日前通知無綫，歌手便可以亮相TVB以外的香港其他電視台
  - 接受其他媒體採訪時，不需要使用普通話
  - 簽下協議後，即可有挑戰歌及進入勁歌金榜的機會
  - 亮相TVB以外的香港其他電視台必须经过TVB制作部审批（批准與否決定權全在TVB手中，审批结果不得异议。）[20]
  - 以上条款只适用於合约歌手及新签约歌手。

〈註：據星島日報報道，此方案亦可適用於其他五大唱片公司以外的唱片公司〉
於4月開始要求五大唱片公司與TVB簽署備忘錄，並且設定6月為期限，7月起不會再邀請與未簽備忘錄的五大唱片公司旗下歌手亮相TVB。因此自TVB要求四大唱片公司簽署備忘錄（BMA已簽署備忘錄）的死期7月過後只有譚詠麟、林子祥和李克勤亮相TVB。
- 2012年3月6日，薛凱琪到電台宣傳新歌《9:55pm》，獲TVB8到場採訪。
- 2012年3月17日，譚詠麟於無綫節目《博愛歡樂傳萬家》上亮相及獻唱，成為破冰後第三位在無綫參與演出的五大唱片公司旗下男歌手。
- 2012年3月17日，無綫非戲劇製作總監余詠珊接受採訪，表示正構思於六月舉行五大唱片公司歌手「晒冷騷」，將破冰消息公告天下。[21]
- 2012年3月25日，陳柏宇於3月9日破冰後首次亮相無綫節目《五覺大戰》錄影並擔任嘉賓，是第四位破冰亮相無綫的五大唱片公司旗下男歌手。
- 2012年4月8日，Mr.的Alan及環球新人林德信（林子祥之子）於3月10日破冰後首次亮相《五覺大戰》擔任嘉賓，是第五位及第六位破冰亮相無綫的五大唱片公司旗下男歌手。
- 2012年4月18日，Mr.的主音Alan及低音結他手Dash為《兄弟幫》擔任嘉賓，這次是Dash破冰後首次亮相無綫。
- 2012年4月20日（播出日期），五大唱片之一BMA旗下歌手李幸倪成為破冰後首位歌手打入勁歌金榜的歌手，上榜歌為《Falling》。同時華納唱片旗下的林俊傑是破冰後首位HKRIA華語歌手亮相勁歌金曲。
- 2012年4月29日，組合野佬（「Yellow!」，曾以「野仔」的名義發展）及胡琳已簽約無綫，亮相360˚音樂無邊擔任嘉賓，這次是Yellow!在破冰後首次亮相無綫。
- 2012年5月11日，Yellow!亮相勁歌金曲擔任嘉賓，這次是Yellow!再度亮相無綫。
- 2012年5月11日，五大唱片之一BMA旗下組合Yellow!破冰及簽約後首次派台到TVB，成為破冰後首隊派台到TVB的組合，派台歌《差利先生》成為「JSG挑戰歌」。
- 2012年5月12日，譚詠麟再如無綫合作舉行音樂特輯，歌手譚詠麟在破冰後第二度亮相無綫。
- 2012年5月14日，譚詠麟為無綫節目700萬人的數字擔任嘉賓，在破冰後第三度亮相無綫。
- 2012年5月18日，五大唱片之一BMA旗下歌手胡琳破冰及簽約後首次派台到到TVB，成為破冰後第二位派台到TVB的歌手，派台歌《醒來》成為「JSG挑戰歌」。
- 2012年5月18日，歌手胡琳亮相勁歌金曲擔任嘉賓，這次是胡琳在破冰後第三度亮相無綫。
- 2012年5月18日，五大唱片之一BMA旗下Yellow!首次打入勁歌金曲，成為破冰後第二位歌手打入勁歌金榜的歌手，上榜歌為《差利先生》。
- 2012年5月23日（錄影日期），歌手李幸倪及胡琳及周國賢亮相無綫節目《兄弟幫》擔任嘉賓，這次是周國賢破冰後首次亮相TVB。
- 2012年5月25日，李幸倪亮相勁歌金曲擔任嘉賓，這次是李幸倪在破冰後再度亮相無綫。
- 2012年6月1日，李幸倪憑歌曲《Falling》榮登上勁歌金榜冠軍位置，成為破冰後首位有歌曲成為冠軍歌的歌手。
- 2012年6月2日，胡琳及Yellow!亮相無綫節目為《Music Café》錄影，這次是胡琳及組合Yellow!在破冰後再度亮相無綫。
- 2012年6月4日，陳慧琳錄影無綫節目《環遊世界明星賽》，為其擔任嘉賓，為Kelly在破冰後第2次亮相無綫。
- 2012年6月10日，歌手周國賢已簽約無綫，亮相360˚音樂無邊擔任嘉賓，這次是周國賢在破冰後第二度亮相無綫。
- 2012年6月15日，歌手周國賢及組合Yellow!亮相勁歌金曲擔任嘉賓，這次是周國賢及組合Yellow!在破冰後再度亮相無綫。
- 2012年6月8日至7月2日，環球唱片歌手李克勤將為now TV轉播的2012年歐洲國家盃做旁述，更爲此唱香港主題曲《決戰草原》。但因now TV有4場比賽於TVB同步直播，所以可以算是間接亮相TVB。而同是環球唱片的譚詠麟將於TVB做旁述。
- 2012年6月11日，TVB公佈將會有音樂節目上大計，從今年起會有一波接一波的音樂大型活動及音樂節目的革新，7月7日舉行的《2012翡翠歌星紅白鬥》、11月舉行的《超級翡翠歌星賀台慶》（並無舉行）以及一系列大型歌星特輯。除了與TVB關係良好的李克勤、陳慧琳及譚詠麟外，其他四大唱片的無約歌手均沒有機會參與。
- 2012年6月13日，TVB要求五大唱片簽署「備忘錄」（俗稱「紅紙」） ，因TVB條款苛刻，諸多限制，四大唱片堅拒答應，與TVB關係再度惡化。環球歌手陳慧琳早前錄影《環遊世界明星賽》後被TVB要求唱片公司簽署「備忘錄」，遭到其唱片公司拒絕，反要求TVB簽署一份Kelly亮相節目的版權聲明，及後得到Kelly經理人鍾珍調解後簽下備忘錄，才讓節目順利播映。TVB攝製隊訪問華納歌手方大同和周柏豪，華納與TVB的關係則可能有轉機。[22]同時，華納、Sony與EMI亦不會簽署“備忘錄”，BMA則已簽署。[23]
- 2012年6月23日，環球唱片歌手孫耀威亮相《亚洲电视55周年暨香港回归15周年庆典》。
- 2012年7月6日，謝安琪與環球唱片解約後與TVB火速修補關係，獲TVB解封，並於7月7日亮相《2012翡翠歌星紅白鬥》。
- 2012年7月27日至8月12日，環球唱片的李克勤為無綫、亞視二台擔任倫敦奧運主持。李克勤首次間接亮相亞視。[24]
- 2012年8月10日，李幸倪憑歌曲《Falling》在《2012勁歌金曲優秀選第二回》獲得歌曲獎，成為簽署“備忘錄”後首位在TVB勁歌金曲優秀選得獎的歌手。
- 2012年9月4日，本來是HKRIA旗下唱片公司香港華納唱片的旗下歌手薛凱琪與唱片公司完約後已沒有續約，在「太陽文化一周年發布會」中宣佈正式加盟黃柏高旗下的太陽娛樂文化，以超越六百萬的轉會費簽約三年，成為旗下「一姐」。[25]雙方表示會電影與音樂發展並重，會多爭取電影工作。[26]唱片合約則交由星娛樂負責發行。
- 2012年9月15日，環球唱片歌手吳雨霏為有線電視外購劇《甄嬛傳》獻唱主題曲《紫禁情》[27]。
- 2012年9月，官恩娜在主演無綫劇集《雷霆掃毒》時加盟與無綫抗衡的HKRIA旗下唱片公司華納唱片 (香港)，成為旗下歌手。
- 2012年10月1日，薛凱琪已簽約無綫，並獲邀請主唱台慶劇集《名媛望族》的主題曲《此時此刻》，由鄧智偉作曲及林日曦填詞。
- 2012年10月3日，本來是HKRIA旗下唱片公司環球唱片的旗下歌手謝安琪，在「星煥國際強勢邁進三周年記者會」上宣佈正式加盟星煥國際，以五百萬轉會費簽約兩年，主力發展音樂事業。[28]內地工作則簽約金牌大風。
- 2012年10月26日，李克勤出席TVB新遊戲節目《決戰一分鐘》記者會，宣佈擔任該遊戲節目主持。報道指版四大與TVB的版稅風波有望解決。[29]

### 2013年
- 2013年1月，原為環球唱片歌手張敬軒與環球唱片 (香港)合約結束後沒有續約，因此張敬軒已經不是HKRIA旗下歌手。
- 2013年1月24日，據消息人士及某一報章透露，無綫電視已解決糾纏超過三年的四大唱片版税問題，上週成功簽訂新合約，四大正式解封，旗下歌手李克勤、陳奕迅重返無綫電視，有三年多沒亮相無綫電視獻唱的陳奕迅、李克勤，同年農曆新年後將會回歸。無綫電視亦會大力改革音樂節目。
- 2013年1月26日，有報章透露無綫與四大唱片商對於版稅已達成共識，但簽約歌手能否亮相其它電視台等條款還有待磋商。據聞是次進展有賴藝人曾志偉出手相助。無綫電視新任大股東陳國強見事件毫無進展，遂借好友曾志偉與以四大唱片商為首、環球唱片公司高層的深厚交情，游說對方做中間人為無綫電視出面傾談。
- 2013年2月3日，有報章報道，電視廣播總經理李寶安於一個月前，使出撒手鐧解決歷時四年的「四大」問題。該報道又指以六位數字金額作為四間唱片公司的歌星版權費，以解決唱片公司對歌手於海外亮相之版權問題，形式是一年簽一次約，每年更新，合約名為「一籃子」合約，意思是包攬該唱片公司的所有歌手，均可亮相無綫電視演唱。傾談過程雙方都具誠意，進展良好，短期內無綫電視將陸續與四間唱片公司簽約，其中擁有最多歌星的環球唱片，已將「一籃子」合約傳送給海外總公司審批，稍後亦陸續恢復傾歌星合約，目前斟洽中有華納唱片旗下的歌手方大同等。負責無線電視綜藝節目的製作部總監余詠珊在報章的電話訪問中表示因合約核實及簽訂需時，最快要在3月的國際中華小姐競選中才有「四大」歌手亮相無線電視。
- 2013年2月5日，有指無綫和四大唱片公司和解後，方大同將是首位歌手現身無綫，擔任《國際中華小姐競選》表演嘉賓，但消息未被證實。
- 2013年2月9日，無綫與四大唱片公司雖然破冰在即，但尚欠一紙合約。無線電視在其賀年節目《TVB新春黃金慶典》中，竟破天荒播出四大唱片旗下歌手譚詠麟與林子祥對唱的片段。無綫電視製作部總監余詠珊說，因該片段難以刪剪，所以乾脆把它播出。
- 2013年3月2日，據知四大唱片公司對新合約感滿意，昨日已動筆簽約。為隆重其事，無綫於是月中開記招宣布雙方完全破冰。消息又指四大歌手最快於是月的《博愛歡樂傳萬家》亮相，無綫電視將邀請陳奕迅和陳慧琳等巨星獻唱，但其後確認只能邀請四大歌手李克勤和Robynn & Kendy作表演嘉賓。
- 2013年3月14日，根據報章報道，四大唱片公司在無綫大讓步下，除了願付版稅，歌手以後沒有獨家條約，可自由在其他電視台亮相。環球唱片助理總經理譚先生表示，3月21日無綫電視會開記者會公布此事，屆時林德信等旗下歌手會出席，但譚詠麟、陳慧琳及陳奕迅因有工作未能到場。環球唱片一眾歌手亦已得悉落實破冰。由於無線電視已經跟四大唱片公司成功破冰，故一眾環球歌手可用廣東話接受無綫娛樂新聞台訪問。
- 2013年3月21日，無綫與四大唱片公司舉行攜手綻放真音樂記者會，宣布雙方正式破冰。記者會在九龍香格里拉大酒店舉行，司儀為崔建邦，出席歌手包括陳柏宇、吳雨霏、周柏豪、連詩雅、官恩娜、關楚耀、Robynn & Kendy、Dear Jane等，出席歌手均表示期待亮相TVB。但若要角逐無線電視的勁歌金曲獎項，四大歌手要另加簽署「勁歌金曲比賽合約」。
- 2013年4月16日，環球唱片於四大唱片公司與無綫破冰後重開寶麗金唱片，成為第四個子品牌，而第一位回歸寶麗金唱片的歌手是陳慧嫻。
- 2013年4月18日，四大唱片公司跟無綫破冰後的首個音樂會《音樂在綫 Mega Live》(前名為真音樂大聯盟音樂會)，將於4月19日晚上六時半在無線電視城錄影，播出日期為4月27日。主持是鄭丹瑞和崔建邦，出席歌手包括李克勤、陳慧琳、官恩娜、吳雨霏、陳柏宇、Mr.、Robynn & Kendy、關楚耀、周柏豪、連詩雅、Dear Jane、平原習作、林奕匡、麥家瑜以及江海迦。
- 2013年5月20日，四大與無綫破冰後第二個合作節目《萬眾同心公益金》，將於5月25日在無線電視城舉行。這是雙方破冰後第一個現場直播的合作節目，也是雙方破冰後第一個有四大及非四大歌手同台獻唱的節目。唯以非四大為首的英皇娛樂竟未有派出旗下歌手表演獻唱，原因不明。司儀為鄭裕玲、陳百祥、黎芷珊、陳庭欣、郭田葰；出席歌手有黎明、李克勤、陳慧琳、雷頌德、商天娥、露雲娜、賈思樂、劉雅麗、敖嘉年、謝安琪、薛凱琪、吳雨霏、官恩娜、許廷鏗、吳若希、陳慧敏、朱紫嬈、goldEN、雷深如（當年以雷琛瑜的名義發展）、周志文、周志康、AOA、區文詩、鄒文正。
- 2013年5月25日，四大與無綫破冰後第二個合作節目《萬眾同心公益金》的出席歌手名單出現變動，吳雨霏、薛凱琪、陳慧敏、雷琛瑜、周志文和周志康將不會出席節目及獻唱，並加入了薛家燕、張繼聰、陸永、陳明恩、羅藍亞和江海迦。薛凱琪與雷琛瑜原定到無綫電視為節目綵排，但通告突然取消。兩人所屬公司的太陽娛樂文化錄影無綫電視節目的通告，原來已經不是第一次被取消。5月23日無綫電視原定一天錄影兩集《勁歌金曲》，當中由鄭欣宜及泳兒等歌手錄影的一集順利完成，但另一集由薛凱琪、雷琛瑜、兩人所屬公司太陽娛樂文化經理人黃柏高、同公司的導演火火、歌手陳明恩及由無綫電視安排的另一位獨立唱作人錄影的《勁歌金曲》，於錄影前一天5月22日，卻突然通知各人改期直至另行通知。而薛凱琪與雷琛瑜在《萬眾同心公益金》節目的演出，早於三星期前已安排，原定由薛凱琪與雷琛瑜表演合唱，再由薛凱琪獨唱一曲，但無綫電視突然通知太陽娛樂文化要抽起雷琛瑜的演出。無綫電視此舉觸怒太陽娛樂文化，負責人黃柏高就連番臨時變陣事件大為扯火，決定薛凱琪與雷琛瑜共同進退，拒絕單獨演出。據知，兩次的演出突然變動，是有人在無綫電視綜藝節目製作總監余詠珊早前請假入院3星期期間，私下與娛樂公司達成多項協議，而余詠珊復工獲悉此事後大為震怒，並向下屬形容事件是「變天」，甚為嚴重，必須「撥亂反正」，余詠珊隨即向上級匯報，在得到公司支持下採取連串行動，但事件卻令薛凱琪及雷琛瑜誤成炮灰。
- 2013年6月5日，身為唱片公司高層的黃劍濤，日前接受訪問時明言倘若要歌手簽約成為無綫獨家歌手，才換回「入場券」角逐獎項的話，他一定不會接受，寧願放棄獲獎機會。
- 2013年8月14日，當四大唱片公司與無綫就「勁歌金曲比賽合約」才可爭奪無線電視勁歌金曲的獎項的問題未能達成協議時，勁歌金曲因主題需要而破天荒邀請環球唱片旗下歌手林德信與及非四大歌手 — 許懷欣及劉子千擔任嘉賓，成為第一位四大唱片旗下歌手亮相此節目，該集主題為「因父之名」。
- 2013年12月，告別香港樂壇多年的彭家麗正式復出，並重新加入香港索尼音樂娛樂。

### 2014年
- 2014年2月22日，華納歌手周柏豪歌曲《同行》在版權風波發生5年後打入《勁歌金榜》第十名，成為四大首位歌手重返金榜，節目亦有邀請柏豪做訪談嘉賓，後獲得冠軍歌柏豪亦有到現場錄影獻唱。
- 2014年3月20日，博美娛樂因旗下歌手陸續流失關係﹙包括於本年年中後約滿的李幸倪﹚，再加上一連串經濟因素的原故，因此決定本年起結束唱片業務。
- 2014年3月29日，環球歌手吳雨霏歌曲《逆轉》打入《勁歌金榜》第九名，成為環球首位重返金榜的歌手，後獲得冠軍。
- 2014年4月10日，華納歌手連詩雅的歌曲《只要和你在一起》在版權風波發生5年後首次獲得《勁歌金榜》冠軍，同時亦為四大唱片公司旗下歌手中首位獲得冠軍的女歌手。
- 2014年4月26日，索尼歌手林奕匡的歌曲《Goodman》在版權風波發生5年後首次打入《勁歌金榜》第九名。
- 2014年4月29日，華納收購金牌大風，成為旗下的子公司，並於今年夏天完成交易；由於金牌大風現時仍然是國際唱片業協會﹙香港分會﹚的成員，所以會在交易完成後正式退出國際唱片業協會﹙香港分會﹚，跟隨華納唱片﹙香港﹚加盟香港音像聯盟。
- 2014年6月14日，華納歌手連詩雅的歌曲 —《只要和你在一起》及方大同的歌曲 —《危險世界》在版權風波發生5年後首次成為《2014年勁歌金曲優秀選第一回》得獎歌曲，成為首兩位在四大風波後於優秀選獲獎的歌手。其他四大歌手包括環球的吳雨霏、Mr.，華納的周柏豪，索尼的林奕匡等有份角逐但沒有獲獎。
- 2014年12月，前博美娛樂旗下的歌手李幸倪加盟環球唱片，但當時並未向外公布。

### 2015年
- 2015年1月18日，在《2014年度勁歌金曲頒獎典禮》中，四大唱片公司除了索尼音樂﹙香港﹚派出林奕匡及小塵埃參與外，環球及華納則退出參與本年度的總選頒獎禮，主要原因是不滿本年度的優秀選中偏袒星夢娛樂及英皇娛樂；而林奕匡的歌曲《高山低谷》在《勁歌金曲獎》中獲選，而小塵埃則獲得《最佳樂隊組合獎》銀獎。
- 2015年5月23日，因版稅風波關係而久未亮相無綫已有五年的環球新藝寶旗下主力歌手陳奕迅於四大唱片公司與無綫破冰後第二年於《萬眾同心公益金》亮相及獻唱，成為他自雙方破冰後再度首次為無線的節目參與演出。不過此次亦是目前陳奕迅破冰後唯一一次亮相無綫。
- 2015年6月25日，闊別樂壇多年的前Amusic旗下歌手 — 衞蘭、衞詩兩姊妹，正式加盟華納唱片。
- 2015年7月18日，環球歌手李克勤歌曲《你最重要》成為《勁歌金榜》冠軍歌，成為李克勤在版稅風波後，繼2006年的《天水‧圍城》及《公主太子》後相隔接近9年再度奪得四台冠軍歌。
- 2015年12月20日，在《2015年度勁歌金曲頒獎典禮》中，四大唱片公司除了索尼音樂﹙香港﹚派出林奕匡及陳柏宇參與外，環球及華納則繼續缺席參與本年度的總選頒獎禮（雖然華納當中周柏豪及Dear Jane有份角逐最受歡迎男歌星，連詩雅有份角逐最受歡迎女歌星和JUDE有份角逐最受歡迎新人獎；而環球則沒有歌手入圍任何獎項）；而林奕匡的歌曲《安徒生的錯》、陳柏宇的歌曲《別來無恙》在《勁歌金曲獎》中獲選，而最佳創作歌手金奬則由林奕匡獲得，陳柏宇亦同時奪得最佳演繹男歌手，而缺席本屆總選的環球歌手李克勤因與非四大為首的英皇歌手容祖兒合唱《世界真細小》而獲得最佳合唱歌曲獎。

### 2016年
- 2016年1月6日，環球唱片正式向外公佈李幸倪加盟兼回歸香港樂壇，因此再度成為HKRIA旗下歌手。
- 2016年3月30日，達明一派正式復出並宣佈重組後再加盟環球旗下的寶麗金唱片公司。
- 2016年5月中，環球唱片與無綫電視因網絡使用權續約問題閙翻，其中無綫提出「永久擁有歌手的歌曲網上平台播放權」的條款而無法達成共識。環球唱片高層譚先生強調歌曲屬公司財產，公司不接受也不容許這些歌被別的公司永久使用。負責傾續約的星夢CEO何哲圖認為無綫有自己機制，為歌手製作節目花費不少，是應該有永久使用權。[30]如果無綫與環球短期内無法和解，意味著環球歌手繼2009年的版權風波之後再次絕跡無綫，而至2019年4月30日約滿後無綫需要將環球所屬的歌曲全數下架。
- 2016年6月15日，由於原為環球歌手李克勤與環球唱片 (香港)合約結束後沒再續約，因此李克勤已不再是HKRIA旗下歌手。

### 2021年
- 2021年1月1日：新城跟HKRIA因續約費未能派歌往該台[31]。
- 2021年2月20日，無綫與HKRIA長達超過10年仍然未完全破冰，再加上勁歌金曲頒獎典禮幾乎由星夢包辦全部獎項。剛重返無綫並加入管理層的曾志偉有見樂壇仍然無法健康發展，於是邀請前無綫非戲劇製作總監何麗全及前無綫音樂總監鄧智偉回巢重整綜藝節目及星夢娛樂。曾志偉之前亦明言首要任務是重修無綫與三大唱片公司的關係。
- 2021年2月24日下午三時，無綫於電視城舉行「音樂永續樂壇共享」記者招待會，國際唱片業協會(香港會) 有限公司主席陳志光先生、司庫張國林先生、委員許佩斯女士、委員鄺敏慧女士、委員朱浩棠先生、委員陳桂堂先生、總裁馮添枝先生、香港音像聯盟有限公司行政總裁鄭文超先生、Sony Music大中華區董事總經理陳國威先生、環球唱片大中華區(香港) 董事總經理黃劍濤先生、華納唱片董事總經理Mr. Gordon Lee、電視廣播有限公司副總經理(綜藝、音樂製作及節目)曾志偉先生、何麗全先生、各大唱片公司、音樂品牌代表及歌手出席；而有份出席的三大唱片公司旗下的歌手代表中，環球音樂就派出AGA、Gin Lee及陳凱詠，Sony Music就派出葉巧琳及林奕匡，華納唱片就派出林欣彤出席是次記者會。[32]
- 2021年3月5日，由於資深音樂創作人及樂手唐奕聰於3月2日突然離世關係，所以無綫電視於當日錄製特備節目《勁歌金曲懷念唐奕聰》，並邀請生前與他合作過的歌手出席；而出席的嘉賓名單中，由於樂隊Mr.的主音歌手布志綸以個人名義簽約Sony Music，而環球唱片旗下的樂隊One Promise自2019年出道以來首度亮相TVB節目，所以該節目成為自無綫電視及三大唱片公司於2月24日破冰後首次有環球及Sony旗下的歌手亮相TVB的節目。
- 2021年3月6日，環球歌手AGA於2021年首支歌曲作品 — 《CityPop》於當日派上TVB的《超級勁歌推介》，成為自無綫電視及三大唱片公司於2月24日破冰後首次派上TVB的三大唱片公司於旗下的第一首派台歌，亦同時是第一首屬於香港環球唱片派上TVB的派台歌；而AGA也是首位三大唱片旗下的女歌手登上《超級勁歌推介》。
- 2021年3月10日，於2020年重返華納唱片的歌手薛凱琪於2021年首支歌曲作品 — 《哥本哈根的另一個我》於當日派上TVB的《超級勁歌推介》，成為自無綫電視及三大唱片公司於2月24日破冰後第二首派上TVB的三大唱片公司於旗下的歌曲，亦同時是第一首屬於香港華納唱片派上TVB的派台歌。
- 2021年3月12日，Sony歌手林奕匡於2021年首支歌曲作品 — 《時間的囚犯》於當日派上TVB的《超級勁歌推介》，成為自無綫電視及三大唱片公司於2月24日破冰後第三首派上TVB的三大唱片公司於旗下的歌曲，亦同時是第一首屬於香港Sony Music派上TVB的派台歌；而林奕匡也是首位三大唱片旗下的男歌手登上《超級勁歌推介》，並旋即登上《勁歌金榜》第九位。
- 2021年3月13日，無綫電視及三大唱片公司於2月24日破冰後首次有三大唱片公司旗下的歌手同場演出的綜藝節目 —《博愛歡樂傳萬家》於當晚在電視城舉行，而參與是次演出的三大唱片公司旗下的歌手包括有AGA、Gin Lee、林奕匡、黃妍、陳柏宇及林欣彤，而林欣彤亦是自所屬的唱片公司 — 華納與無綫電視破冰後首位華納旗下的歌手亮相TVB的節目。
- 2021年3月20日，環球歌手陳奕迅的《是但求其愛》於當日派上TVB的《超級勁歌推介》，成為自無綫電視及三大唱片公司於2月24日破冰後第四首派上TVB的三大唱片公司於旗下的歌曲，亦同時是第二首屬於香港環球唱片派上TVB的派台歌。同時薛凱琪的《哥本哈根的另一個我》、AGA的《CityPop》和陳奕迅的《是但求其愛》分別以第九位、第八位和第四位同一時間新上榜登上《勁歌金榜》。
- 2021年3月22日，Sony歌手黃妍於2021年首支歌曲作品 — 《天光前》於當日派上TVB的《超級勁歌推介》，並旋即登上《勁歌金榜》第九位。《天光前》同時亦是黃妍自出道以來第一首上《勁歌金榜》的歌曲。
- 2021年3月24日，無綫電視舉行「TVB超級綜藝 Action」記者會，宣布之後會首播的綜藝節目。其中4月11日起改為星期日晚9:30首播的《勁歌金曲》將會由環球的郭偉亮和毓麟及糖妹主持。是次將會是郭偉亮（Eric Kwok）6年後再次亮相無綫及涂毓麟首次亮相無綫。
- 2021年3月27日，環球歌手曾比特及前Square成員趙浚承分別於2021年首支歌曲作品兼出道作 — 《我不如》和《My World》於當日派上TVB的《勁歌金曲》。Mike曾比特的《我不如》旋即登上《勁歌金榜》第十位，更是首位《全民造星系列》的參賽者登上《勁歌金榜》。
- 2021年4月3日，Sony歌手林奕匡憑《時間的囚犯》成為無綫與HKRIA正式破冰後首支《勁歌金榜》冠軍歌，亦是《勁歌金曲》改革前的最後一首冠軍歌。
- 2021年4月11日，環球歌手陳奕迅憑《是但求其愛》成為無綫與HKRIA正式破冰後第二首《勁歌金榜》冠軍歌，亦是《勁歌金曲》改革後的首支冠軍歌。此外，《是但求其愛》更是陳奕迅自2009年的《沙龍》後相隔十二年再次奪得《勁歌金榜》冠軍歌。
- 2021年6月15日，環球唱片與星夢娛樂跨公司推出各自旗下歌手毓麟和戴祖儀的合唱歌《我們再不講再見》。之後該曲成為涂毓麟第一首派往無綫並登上《勁歌金榜》的歌曲，同時環球亦於7月10日宣布該曲會派台至ViuTV[33]，因此戴祖儀有機會成為首位無綫藝人兼星夢歌手亮相ViuTV。
- 2021年9月1日，新城電台與HKRIA就版稅問題達成共識，雙方再簽合約。[34]
- 2021年10月16日，華納歌手張蔓姿於2021年第三支歌曲作品 — 《LOVELOST》及Sony歌手林奕匡於2021年第三支歌曲作品 — 《關於愛的碎念》於分別登上《新城勁爆流行榜》第二十位及第十六位。[35]，成為自新城電台及HKRIA於9月1日破冰後首次派上新城的HKRIA旗下成員之公司的首兩支上榜作品。

### 2022年
- 2022年3月26日，華納歌手衞蘭於2021年第一支歌曲作品 — 《Little Miss Janice》登上《903專業推介》第一位，成為自新城及HKRIA於9月1日破冰後HKRIA旗下成員之公司的首支五台冠軍歌，同時也是HKRIA旗下成員之公司的第二支五台冠軍歌及香港華納唱片的首支5台冠軍歌。

- 2022年6月，環球歌手江海迦在2022年第一首作品  — 《Tomorrow》登上 《勁歌金榜》冠軍位置，成為HKRIA旗下成員第3支五台冠軍歌，同時亦是香港環球唱片的首支5台冠軍歌。

## 影響
- 無綫電視音樂節目《勁歌金曲》因邀請歌手數目減少，變成以自家藝人及歌手為主。
- HKRIA唱片公司旗下的歌手不能亮相無綫電視節目，失去重要宣傳平台，以致曝光率大減。
- HKRIA少了無綫電視這一宣傳平台，令公司旗下歌手收入減少，更一度令廣東歌聽眾大幅減少，直至2016年ViuTV開台及啟播，才令部分歌手能再次於電視節目亮相。
- 這件事間接導致四台聯頒音樂大獎停辦。
- 香港樂壇由過去需要借無綫電視作宣傳轉向網絡和其他電視台多元化發展，無綫電視不再是香港單一的娛樂宣傳平台。

## 無綫對待歌手的改變
在今次版權風波發生前，無綫在以往對待亮相其他電視台或者接受其他電視台訪問時使用廣東話的歌手都必定會被封殺最少一段時間（無綫藝員/歌手不可用廣東話接受其他電視台採訪）。2004年，歌手關心妍所屬的唱片公司，將帶有廣東話內容的演唱會綵排片段，交予競爭對手有線電視播放，結果關心妍無辜被無綫電視雪藏達3個月。但關楚耀在版權風波期間於2010年復出後不間斷地亮相亞視、2011年和2012年分別為亞視和香港電視拍劇和2012年為now主持節目（如果是以往的無綫，關楚耀將永遠被列入黑名單）。但無綫意外地沒有封殺關楚耀，更讓其亮相《音樂在綫 Mega Live》。
經歷今次版權風波後，無綫對待歌手的政策有明顯地改變，四大歌手可自由於不同廣播機構亮相節目，而事前不需再知會無綫及得到無綫允許。
然而，即便無綫多次向公眾表示不會再限制歌手亮相共他電視台，如曾志偉掌權後多次在公開場合表明「歡迎Mirror（ViuTV男團）到《勁歌金曲》（已由《J Music》取代）派台」及曾邀請他們亮相無綫節目，但無綫高層內部仍未見對其他電視台藝人態度有所改變。如2023年，由ViuTV藝人、Error成員何啟華（阿Dee）有份主演的賀歲節目《毒舌大狀》出席的宣傳活動中，無綫曾派員採訪，阿Dee亦有受訪回答問題。不過，在後來無綫娛樂新聞台及《東張西望》的訪問中，有關阿Dee的訪問片段及畫面全被删走，被網民批評行為小器。

## 資料來源
1. ↑  
彭嘉彬. . 香港01. HK01. 2017-02-01  [2020-01-19]. （原始内容存档于2020-10-26） （中文（香港））.
2. ↑  
. std.stheadline.com.   [19 January 2020]. （原始内容存档于2020-04-20）.
3. ↑  . www.yahoo.com.[]
4. ↑  .   [2010-05-30]. （原始内容存档于2009-12-25）.
5. ↑  .   [2010-05-30]. （原始内容存档于2012-07-12）.
6. ↑  .   [2022-08-21]. （原始内容存档于2022-08-21）.
7. ↑  在事件初步平息後，金融行情重用原有的背景音樂專輯至今，而天氣報道繼續使用同一套背景音樂至2012年7月1日改版為止
8. ↑  . orientaldaily.on.cc.   [2010-05-30]. （原始内容存档于2010-04-30）.
9. ↑  .   [2010-05-30]. （原始内容存档于2010-02-01）.
10. ↑  .   [2017-06-09]. （原始内容存档于2011-11-10）.
11. ↑  .   [2010年12月31日]. （原始内容存档于2011年1月5日）.
12. ↑  .   [2012-09-12]. （原始内容存档于2015-05-02）.
13. ↑  .   [2011年1月28日]. （原始内容存档于2011年2月1日）.
14. ↑  . orientaldaily.on.cc.   [2019-08-01]. （原始内容存档于2019-08-01）.
15. ↑  . paper.wenweipo.com.   [2011-09-11]. （原始内容存档于2015-05-10）.
16. ↑  . Apple Daily 蘋果日報.   [2019-08-01]. （原始内容存档于2019-08-01）.
17. ↑  .   [2011-11-19]. （原始内容存档于2011-11-22）.
18. ↑  .   [2012-03-06]. （原始内容存档于2012-03-08）.
19. ↑  .   [2012-03-07]. （原始内容存档于2012-03-08）.
20. ↑  tvb4life (tvb4life). . 明星八掛大分享★☆.   [2012-09-29]. （原始内容存档于2020-04-20）.
21. ↑  . orientaldaily.on.cc.   [2020-01-19]. （原始内容存档于2020-04-20）.
22. ↑  http://et.21cn.com/star/zhuixing/gangtai/2012/06/14/12135052.shtml （页面存档备份，存于） [无线环球关系恶化 选择“放生”陈慧琳享特权]
23. ↑  http://www.grazia.com.cn/html/2012/CelebritySpotlight_0614/6266_4.html][永久] [公司交恶艺人遭殃 TVB称采访陈慧琳是“个例”]
24. ↑  .   [2017-11-11]. （原始内容存档于2013-01-05）.
25. ↑  Fiona升呢一姐 力谷「事業」 （页面存档备份，存于）東方日報，2012年9月5日
26. ↑  薛凱琪逾6百萬加盟做「一姐」 （页面存档备份，存于）文匯報，2012年9月5日
27. ↑  . paper.wenweipo.com.   [2012-09-15]. （原始内容存档于2015-05-10）.
28. ↑  東方日報﹕謝安琪厚酬加盟 法拉冇影 （页面存档备份，存于），2012年10月4日
29. ↑  {{cite
web|url=https://www.am730.com.hk/article.php?article=127199&d=1873 李克勤回巢無綫任主持 指版稅風波有望解決 am730}}
30. ↑  Pao, Ming. . www.mingpaocanada.com.   [2020-01-19]. （原始内容存档于2016-06-11）.
31. ↑  .   [2021-03-14]. （原始内容存档于2021-01-19）.
32. ↑  曾志偉入主無綫即與四大唱片公司破冰　全部高層雲集開記者會
33. ↑  因為是次合作是由環球作主導。
34. ↑  新城獲三大唱片解封 張天賦曾比特只得4個月時間追近Edan爭獎
35. ↑  .   [2021-10-16]. （原始内容存档于2022-03-16）.
36. ↑  .   [2023-01-05]. （原始内容存档于2023-01-05）.